# Honeymoon Fades
Honeymoon Fades è un singolo della cantante statunitense Sabrina Carpenter, pubblicato il 14 febbraio 2020 su etichetta Hollywood Records.

## Descrizione
Il testo del brano parla di una relazione sentimentale che non perde mai la sua passione.

## Accoglienza
Nerisha Penrose di Elle ha inserito Honeymoon Fades al decimo posto in una lista delle migliori canzoni d'amore del 2020.

## Tracce
1. Honeymoon Fades – 3:15